# I'm His, He's Mine
Albums de Katy Perry
143
(2024)
Singles de Katy Perry
Lifetimes
(2024)
Clip vidéo
[vidéo] « I'M HIS, HE'S MINE », sur YouTube
I'M HIS, HE'S MINE (en français : "Je suis sienne, il est mien"), stylisé en majuscules, est une chanson de l’autrice-compositrice-interprète américaine Katy Perry en collaboration avec la rappeuse Doechii. Elle sort le 13 septembre 2024, comme extrait préfigurant sur son album studio, 143, commercialisé et distribué par le label Capitol.

## Composition
I'M HIS, HE'S MINE est un titre chanté intégralement en anglais et longue d’une durée de trois minutes et dix-huit secondes au total. Le titre est produit par Dr. Luke et est samplé sur le célèbre tube house 90's Gypsy Woman (She's Homeless) de Crystal Waters.

## Clip vidéo

### Résumé
Le clip de I'M HIS, HE'S MINE est réalisé par TORSO et produit par Laure SALGON.
L'acteur Oscar Dorta joue le rôle du fiancé de Katy Perry, à savoir Orlando Bloom.

## Crédits
- Production - Dr. Luke
- Chant - Katy Perry et Doechii

## Historique de sorties
| Pays  | Date              | Format                          | Label           |
| ----- | ----------------- | ------------------------------- | --------------- |
| Monde | 13 septembre 2024 | - Téléchargement - écoute libre | Capital Records |